# Anna Gębala
Anna Gębala panieńskie nazwisko Duraj (ur. 25 maja 1949 roku w Cięcinie koło Węgierskiej Górki) – polska narciarka, trzykrotna olimpijka igrzysk w Grenoble 1968, Sapporo 1972, Innsbrucku 1976.
W 1976 roku ukończyła studium trenerskie krakowskiej Akademii Wychowania Fizycznego.
Po ukończeniu szkoły zawodowej pracowała jako telefonistka w Odlewni Żelaza w Węgierskiej Górce. W latach 1964–1972 biegała w klubie sportowym Metal Węgierska Górka. W 1968 roku na zawodach w Klingenthal zajęła trzecie miejsce.
Po olimpiadzie w Grenoble 1968 zamieszkała w domu trenerki Stefanii Biegun, podjęła naukę w liceum ogólnokształcącym i kontynuowała treningi. Startowała aż do 1981 roku. Później podjęła pracę trenera w BBTS.

## Życie prywatne
Mieszka w Bielsku-Białej. Ojciec Józef Duraj; mąż od 1973 Wiesław Gębala; dzieci bliźnięta ur. 1974 Katarzyna – narciarka-biegaczka i Tomasz - fizjoterapeuta po krakowskiej Akademii Wychowania Fizycznego.

## Osiągnięcia

### Igrzyska olimpijskie
| Miejsce | Startujących | Dzień     | Rok  | Miejscowość | Konkurencja       | Czas         | Strata       | Zwycięzca        | Razem z                                            |
| ------- | ------------ | --------- | ---- | ----------- | ----------------- | ------------ | ------------ | ---------------- | -------------------------------------------------- |
| 26.     | 34.          | 13 lutego | 1968 | Grenoble    | bieg 5 km         | 18.02,7 a    | +1.17,5 s    | Toini Gustafsson |                                                    |
| 30.     | 34.          | 9 lutego  | 1968 | Grenoble    | bieg 10 km        | 43.23,8 s    | +6.37,3 s    | Toini Gustafsson |                                                    |
| 29.     | 44.          | 9 lutego  | 1972 | Sapporo     | bieg 5 km         | 18.13,43 s   | 1.12,93 s    | Galina Kułakowa  |                                                    |
| 15.     | 42.          | 6 lutego  | 1972 | Sapporo     | bieg 10 km        | 36.32,65 s   | 2.14,83 s    | Galina Kułakowa  |                                                    |
| 7.      | 11.          | 12 lutego | 1972 | Sapporo     | sztafeta 3 × 5 km | 51.49,13 s   | 3.32,98 s    |                  | Weronika Budny Józefa Chromik                      |
| 32.     | 44.          | 9 lutego  | 1976 | Innsbruck   | bieg 5 km         | 17.58,91 s   | 2.10,22 s    | Helena Takalo    |                                                    |
| 27.     | 44.          | 10 lutego | 1976 | Innsbruck   | bieg 10 km        | 33.13,21 s   | 2.59,80 s    | Raisa Smietanina |                                                    |
| 8.      | 9.           | 12 lutego | 1976 | Innsbruck   | sztafeta 4 × 5 km | 1:14.13,40 s | 0:06.23,65 s |                  | Anna Pawlusiak Maria Trebunia Władysława Majerczyk |